# Роготин
43°02′ пн. ш. 17°28′ сх. д. / 43.04° пн. ш. 17.46° сх. д.
Роготин (хорв. Rogotin) — населений пункт у Хорватії, в Дубровницько-Неретванській жупанії у складі міста Плоче.

## Населення
Населення за даними перепису 2011 року становило 665 осіб.
Динаміка чисельності населення поселення: